# Cerro de Gorría
Il Cerro de Gorría è una montagna di 1.708 metri  della Spagna.

## Caratteristiche
La montagna è collocata nella Provincia di Avila, ovvero nella parte meridionale della comunità autonoma di Castiglia e León. È il punto più alto della Sierra de Ávila, visibile da buona parte della provincia.

## Accesso alla cima
La cima del Cerro de Gorría può essere raggiunta con un'ora di cammino da Pasarilla del Rebollar (1300 m s.l.m., comune di Valdecasa). Offre un interessante panorama su tutta la Moraña, la valle di Amblés, la Sierra Paramera e la Serrota. Con il cielo limpido si può anche vedere in lontananza la Sierra de Guadarrama.